# Giampiero Brunelli
Giampiero Brunelli (Roma, 7 gennaio 1968) è uno storico italiano specializzato in storia moderna.

## Biografia

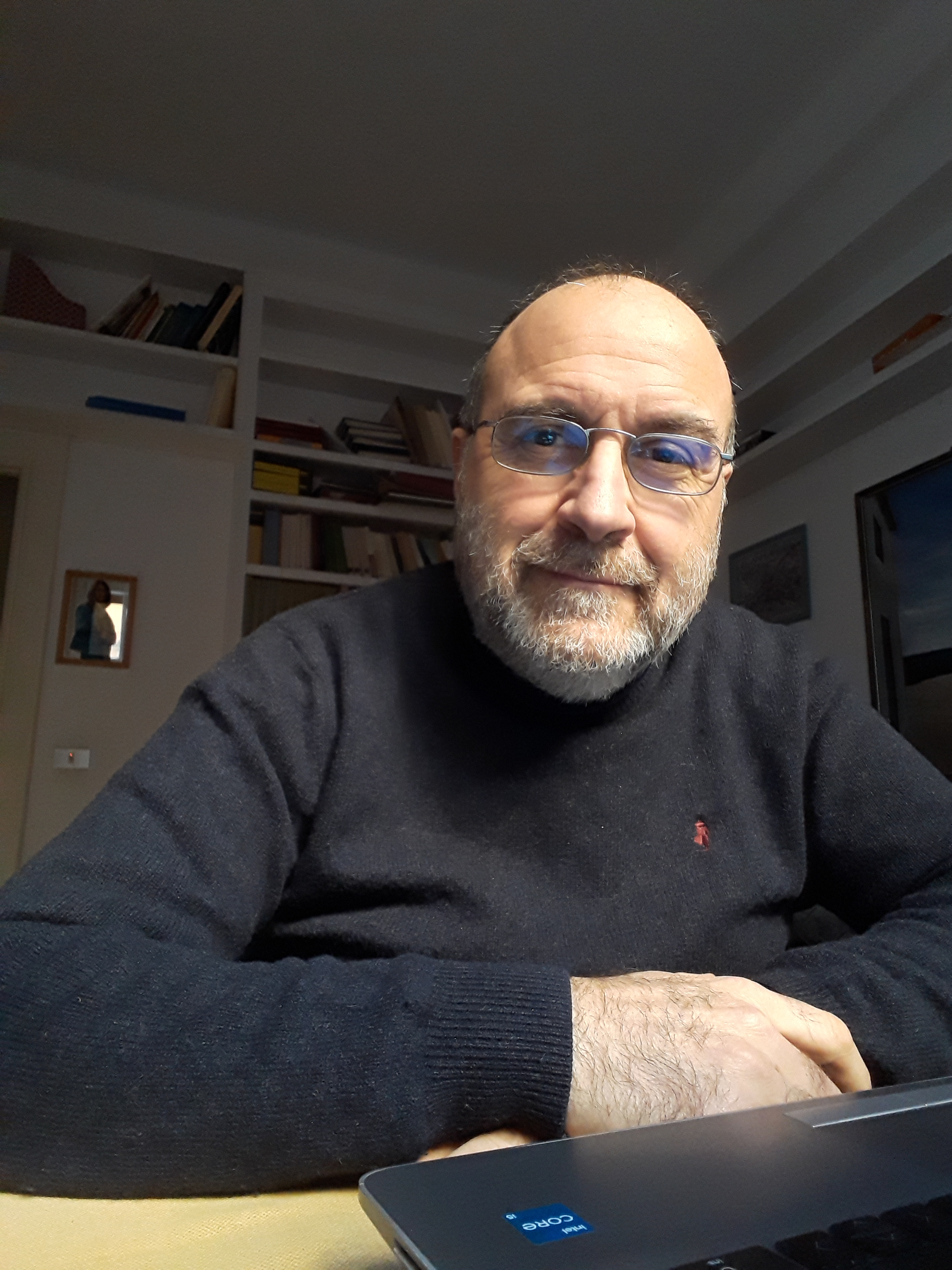
A studio (fine 2023)

Ha conseguito il Diploma di Maturità presso il liceo romano "Torquato Tasso". Nel 1991 si è laureato in Filosofia presso l’Università degli Studi di Roma “La Sapienza”. Nel 2000, ha conseguito il Diploma di Perfezionamento in Discipline Storiche, presso la Scuola Normale Superiore di Pisa, con una tesi dal titolo Esercizio delle armi e società nello Stato della Chiesa (1560-1644), relatore prof. Mario Rosa, correlatore prof. Walter Barberis. Dopo aver insegnato in diversi atenei (dal 1º giugno 2020 al 28 febbraio 2023 presso la stessa Università degli Studi di Roma La Sapienza), dal 1º marzo 2023 è professore associato presso l'Università Telematica Pegaso.
La sua opera di ricerca prende le mosse dalle istituzioni militari dello Stato della Chiesa. Inizia a lavorare quando ancora è molto accesa la discussione sulle tesi di Paolo Prodi, circa la modernità delle strutture statuali pontificie. L'esercito, grazie al lascito del magistero di Federico Chabod e alla sua visione dello Stato del Rinascimento, si propone come punto di osservazione fondamentale. Giampiero Brunelli studia il ricorso all'opzione militare da parte del papato moderno, studia le innovazioni ripetute in quest'ambito, anche con consistenti investimenti, fa apparire appieno il coinvolgimento delle élite dello Stato della Chiesa all'interno delle forze armate. Per il tramite di un particolare nobile militare, Camillo Orsini di Mentana, approda allo studio delle più ampie istituzioni di governo del discusso Papa Paolo IV. Da qui nasce l'opera sul Sacro Consiglio, inedito organo di governo dei domini della Chiesa, giudicato nel testo come la prima alternativa al nepotismo concretamente sperimentata.

## Opere

### Monografie
- Soldati del papa: politica militare e nobiltà nello Stato della Chiesa (1560-1644), Roma, Carocci, 2003. Il libro è stato recensito da riviste di ambito internazionale: Annales. Histoire. Sciences sociales (2004, pp. 651-653), Renaissance Quarterly (2004, pp. 1378-1379); Quellen und Foschungen aus italienischen Archiven und Bibliotheken (2004, pp. 624-625)
- Il Sacro Consiglio di Paolo IV (1559), Roma, Viella 2011, recensito da Renaissance Quarterly (2011, pp. 970-971); Quellen und Foschungen aus italienischen Archiven und Bibliotheken, (2011), pp. 537-539);
- Storia delle istituzioni politiche, Roma, Aracne, 2012;
- Guerra dei Trent’anni (a cura di), Milano, RCS Media Group, 2016;
- Perdere la libertà. Patologie delle istituzioni politiche dai tiranni di Atene al XX secolo, Genova, Marietti 1820, 2017 (recensione su Avvenire del 28 maggio 2017: R. de Benedetti, Quando la democrazia mette in crisi la sua stessa libertà);
- La santa impresa. Le crociate del papa in Ungheria (1595-1601), Roma, Salerno, 2018. Questo volume è stato recensito da Paolo Mieli nel numero del Corriere della Sera del 12 giugno 2018; se ne è parlato in una presentazione a Budapest, ospitata dall'Università Cattolica Pázmány Péter. Il video dell'iniziativa è disponibile on line.[2]
- La guerra in età moderna, Roma-Bari, Laterza, 2021 (tradotto in greco: Ο πόλεμος στη νεώτερη εποχή, Αθήνα: Historical Quest, 2022m ISBN 9786185088781)

### Curatele
- La Rivoluzione militare dell’età moderna, sezione monografica del fascicolo 2/2022 della rivista “Dimensioni e Problemi della Ricerca Storica”

- Come Noè. Insegnare storia dopo il diluvio digitale, Roma, Studium 2024

### Articoli
Numerosa la produzione di articoli apparsi su periodici di carattere storico, come si può vedere dal sito academia.edu.
Per il Dizionario storico dell'Inquisizione, ha curato le seguenti relative a Paolo V e Urbano VIII.
Da anni collabora con l’Istituto dell’Enciclopedia Italiana Treccani, per il quale ha scritto quasi cento voci sia nel Dizionario Biografico degli Italiani sia nell'Enciclopedia dei Papi Treccani (per la quale ha curato le voci di Papa Giulio III e Papa Marcello II).

### Pubblicazioni online
(insieme a Maria Antonietta Visceglia), Carteggio di Ferdinando de’ Medici, volume II (1585-1587)
handle: http://hdl.handle.net/11573/953612